# Lucinoma
Lucinoma is een geslacht van tweekleppigen uit de  familie van de Lucinidae.

## Soorten
- Lucinoma aequalis (Thiele, 1931)
- Lucinoma aequizonata (Stearns, 1890)
- Lucinoma anemiophila Holmes, P. G. Oliver & Sellanes, 2005
- Lucinoma annulata (Reeve, 1850)
- Lucinoma asapheus P. G. Oliver, Rodrigues & M. Cunha, 2011
- Lucinoma atalantae Cosel, 2006
- Lucinoma atlantis (R. A. McLean, 1936)
- Lucinoma bengalensis (E. A. Smith, 1894)
- Lucinoma blakeana (K. J. Bush, 1893)
- Lucinoma borealis (Linnaeus, 1767) = Noordse cirkelschelp
- Lucinoma capensis (Jaeckel & Thiele, 1931)
- Lucinoma coselia (Glover & J. D. Taylor, 2007)
- Lucinoma dulcinea Cosel & Bouchet, 2008
- Lucinoma estasia Glover & J. D. Taylor, 2016
- Lucinoma euclia (Cotton & Godfrey, 1938)
- Lucinoma filosa (W. Stimpson, 1851)
- Lucinoma gabrieli (Chapman, 1941)
- Lucinoma gagei P. G. Oliver & Holmes, 2006
- Lucinoma galathea Marwick, 1953
- Lucinoma heroica (Dall, 1901)
- Lucinoma kastoroae Cosel & Bouchet, 2008
- Lucinoma kazani C. Salas & Woodside, 2002
- Lucinoma lamellata (E. A. Smith, 1881)
- Lucinoma myriamae  Cosel, 2006
- Lucinoma percirrata (Cotton & Godfrey, 1938)
- Lucinoma rhomboidalis Cosel & Bouchet, 2008
- Lucinoma saldanhae (Barnard, 1964)
- Lucinoma sibogae Cosel & Bouchet, 2008
- Lucinoma soliditesta (Okutani & Hashimoto, 1997)
- Lucinoma spectabilis (Yokoyama, 1920)
- Lucinoma taiwanensis Cosel & Bouchet, 2008
- Lucinoma thula J. D. Taylor & Glover, 2017
- Lucinoma vestita (Dautzenberg & H. Fischer, 1906)
- Lucinoma yoshidai Habe, 1958

Niet geaccepteerde soorten:
- Lucinoma acutilineatum (Conrad, 1849) -> Lucinoma acutilineata (Conrad, 1849)  †
- Lucinoma adamsiana Habe, 1958 -> Myrtina adamsiana (Habe, 1958)
- Lucinoma densilineata Dall, 1916 -> Lucinoma annulata (Reeve, 1850)
- Lucinoma japonica Habe, 1958 -> Pseudolucinisca japonica (Habe, 1958)
- Lucinoma lamelligera (Jaeckel & Thiele, 1931) -> Epidulcina lamelligera (Jaeckel & Thiele, 1931)
- Lucinoma marwicki Dell, 1953 -> Lucinoma galathea Marwick, 1953
- Lucinoma antarctica (R. A. Philippi, 1855) (onzeker > nomen dubium)
- Lucinoma minima (Okutani, 1964) (onzeker > taxon inquirendum)
- Lucinoma spelaeum Palazzi & Villari, 2001 (onzeker > taxon inquirendum)